# Лагерный (остановочный пункт)
Ла́герный — остановочный пункт Рязанского направления Московской железной дороги.
Расположен в Рязани между Московским шоссе и Ворошиловкой.
Рядом с о.п. находится исправительная колония строгого режима ИК-2 (старое название ЯМ-401/2) .

## История
В газете Рабочий клич от 1927 г. публикуется заметка, что трудовой поезд (Малашка), курсирующий между Рязанью и Рыбное, не имеет остановки у лагерного переезда. Между тем потребность в этой остановке громадная, так как рабочие, проживающие в Мервино-Канищево и других деревнях, вынуждены ежедневно отмерять лишние 8 вёрст, идя на дежурство и с дежурства.
По версии местных жителей, до 1950-х годов, на Московском шоссе, напротив ул. Орсовская, располагались летние военные лагеря. Всё лето военнослужащие проживали в палатках и проводили какие-то учебные мероприятия.
До 1914 года на окраине села Мервино располагался  летний военный лагерь 35-й пехотной дивизии.  
| Электрички с Лагерного        | Электрички с Лагерного  | Электрички с Лагерного  |
| ----------------------------- | ----------------------- | ----------------------- |
| Номер электропоезда           | Начальная остановка     | Конечная остановка      |
| 6002                          | Рыбное                  | Рязань-1                |
| 6003                          | Рязань-1                | Голутвин                |
| 6004                          | Рыбное                  | Рязань-1                |
| 6005                          | Дивово                  | Рязань-1                |
| 6007                          | Рязань-1                | Голутвин                |
| 6009                          | Рязань-1                | Рыбное                  |
| 6010                          | Голутвин                | Рязань-1                |
| 6012                          | Дивово                  | Рязань-1                |
| 6013                          | Рязань-1                | Голутвин                |
| 6014                          | Голутвин                | Рязань-1                |
| 6016                          | Голутвин                | Рязань-1                |
| 6017                          | Рязань-1                | Рыбное                  |
| 6018                          | Рыбное                  | Рязань-1                |
| 6019                          | Рязань-1                | Голутвин                |
| 6027                          | Рыбное                  | Рязань-1                |
| 6028                          | Голутвин                | Рязань-1                |
| 6029                          | Рыбное                  | Рязань-1                |
| 6253/6254/6255/6256/6257/6258 | Рязань-1                | Узуново                 |
| 6273/6274/6275/6276/6277/6278 | Узуново                 | Рязань-1                |
| 6991/6993/6995/6997           | Рязань-1                | Москва (Казанский вкз.) |
| 6992/6994/6996                | Москва (Казанский вкз.) | Рязань-1                |

## Пассажирское движение
Пригородные пассажирские поезда ездят на Рыбное, Узуново, Голутвин, Москву и на Рязань I и Рязань II. Посадочные платформы низкие и не оборудованы турникетами. Билетная касса есть.
Ввиду близости остановки городского транспорта, через которую проходят большое количество маршрутов, следующих через Московский район Рязани, Лагерный является основной станцией для жителей района.